# 528-ма бригада підтримки (США)
528-ма бригада підтримки армії США (англ. 528th Sustainment Brigade (Airborne) — військове формування, бригада зі складу сил спеціальних операцій армії США, призначена для виконання завдань логістичного забезпечення цих сил; всебічне матеріально-технічне та медичне забезпечення підготовки та проведення спеціальних операцій; забезпечення зв'язку на усіх рівнях реалізації завдань ССО армії в глобальному масштабі

## Призначення
528-ма бригада підтримки спеціальних операцій та повітряно-десантних військ (англ. 528th Sustainment Brigade (Special Operations) (Airborne) відповідає за провадження надійного зв'язку, логістику, всебічне та якісне матеріально-технічне, медичне забезпечення сил спеціальних операцій армії США з метою підтримки успішного виконання ними завдань військових та спеціальних операцій.
Бригада має усі спроможності щодо одночасного всебічного забезпечення значної кількості оперативних, розвідувальних, диверсійно-розвідувальних та інших груп зі складу батальйонів та інших формувань сил спецоперацій армії США, а її елементи також беруть участь у плануванні спеціальних акцій та місій стосовно бойового та медичного забезпечення успіху операції. Бригада здатна одночасно виділити 3 оперативні команди підтримки на посилення 3-х армійських оперативних груп ССО або міжвидових оперативних груп спецоперацій.

## Організація
528-ма бригада підтримки складається з 112-го батальйону зв'язку спеціальних операцій (аеромобільного), окремого батальйону підтримки спецоперацій, служби підтримки ССО армії, шести груп зв'язку ССО армії та двох медичних госпіталів 2-го рівня.